# Estàndard obert
Es coneixen com a estàndards oberts aquelles especificacions disponibles públicament que permeten assolir una tasca específica. Permet a qualsevol obtenir i implementar l'estàndard, es pot augmentar la compatibilitat entre diferents components de maquinari i programari; atès que qualsevol amb els coneixements necessaris i els recursos pot construir així productes compatibles amb els d'altres venedors que es basin també en el mateix estàndard (encara que els posseïdors de les patents poden imposar càrrecs o altres termes de llicència en les implementacions d'aquest).
Moltes especificacions tècniques que són algunes vegades considerades com a estàndard, són de fet privatives en comptes de ser obertes; essent només disponibles sota termes de contracte restrictiu (si és que poden aconseguir-se) de l'organització que posseïx els drets de l'especificació.
Ser un estàndard obert no implica necessàriament que les llicències de patent estiguin disponibles de franc. Per exemple, els estàndards publicats per organitzacions d'estandardització internacionalment reconegudes com ara la Unió Internacional de Telecomunicacions, l'Organització Internacional per a l'Estandardització, i la Comissió Electrotècnica Internacional són considerades obertes, però poden demanar honoraris per a implementar-ne les seues llicències.
Els estàndards oberts que hom pot implementar, sense regalies o cap altra tipus restricció, se'ls refereix sovint com de format obert.

## Exemples d'estàndards oberts
Sistemes:
- GSM - Sistema Global per a Comunicacions Mòbils (especificat per 3GPP)

Maquinari:
- ISA (especificació d'IBM per a targetes connectores en arquitectures PC d'IBM, després estandarditzada per l'IEEE)
- Peripheral Component Interconnect (especificació d'Intel per a targetes de PC d'arquitectura IBM)
- AGP (especificació d'Intel per a targetes de vídeo a PC d'arquitectura IBM)
- X10 (especificació industrial per les comunicacions entre aparells electrònics usats per l'automatització domèstica coneguda com a domòtica)

Programari:
- HTML/XHTML (especificació del W3C per a formats de documents estructurats)
- SQL (especificació aprovada per l'ANSI i ISO, amb múltiples generacions de disseny i variants menys oficials addicionals)
- IP (especificació de l'IETF per a transmetre paquets de dades en una xarxa)
- TCP (especificació de l'IETF per a implementar flux de dades en IP)
- PDF/X (especificació d'Adobe Systems Incorporated per a format de documents, aprovada després per l'ISO com a ISO 15930-1:2001)
- OpenDocument (especificació d'OASIS per a documents d'oficina)